# HDTV

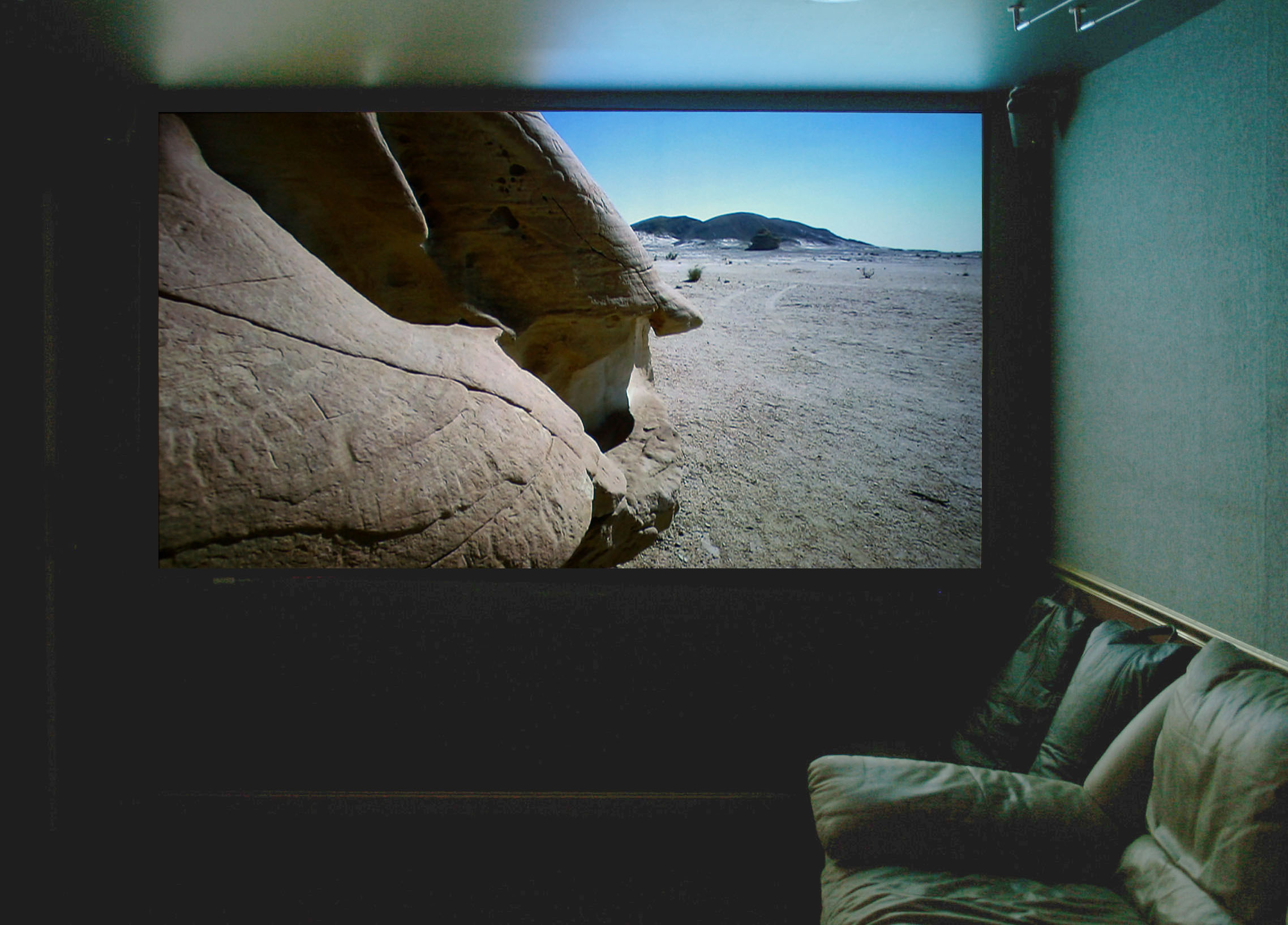
Un'immagine televisiva ad alta definizione mostrata da un videoproiettore

La televisione in alta definizione, in sigla HDTV (acronimo dell'analogo termine inglese High Definition TeleVision), o anche semplicemente alta definizione, è la televisione con video di qualità significativamente superiore a quella degli standard televisivi maggiormente diffusi nel mondo nella seconda metà del XX secolo, standard televisivi che rientrano nella SDTV e nella EDTV. È in altre parole un termine che sta a indicare genericamente un livello qualitativo dell'immagine televisiva.
L'HD (720p), il Full HD (1080p) e il 1080i sono i tre tipi di risoluzione video impiegati nella televisione in alta definizione digitale moderna.
Vi sono altre risoluzioni video in alta definizione come il 2K e il QHD (1440p o WQHD) che non vengono utilizzate in ambito televisivo.
A differenza della televisione a definizione standard, che utilizza sia il tradizionale rapporto d'aspetto 4:3 sia quello widescreen 16:9, la televisione in alta definizione moderna utilizza unicamente il 16:9.

## Caratteristiche tecniche
La raccomandazione ITU-R BT.709 (conosciuta comunemente con Rec. 709) definisce le caratteristiche tecniche dei formati video della televisione in alta definizione.
Un fotogramma del sistema televisivo PAL è composto da 2 semiquadri (field) di 312,5 linee cadauno. Nel primo semiquadro, vengono riprodotte le linee dispari, sul secondo le linee pari. Il segnale è quindi composto da 25 fotogrammi per secondo (FPS), pari a 50 semiquadri. Ogni linea orizzontale ha una durata di 64 microsecondi (15625 Hz), 53 dei quali sono utilizzati come parte attiva (quindi riproducono il segnale video), mentre i restanti 11 microsecondi sono utilizzati come segnale di sincronismo orizzontale. Lo stesso accade nei semiquadri, infatti solo 576 linee sono da ritenersi attive, mentre le rimanenti costituiscono l'insieme del sincronismo verticale.
La risoluzione orizzontale del fotogramma non è applicabile in termini di pixel al video analogico, dove ogni riga è composta da un segnale modulato analogico, quindi continuo, ma la sua risoluzione è in funzione della frequenza di trasmissione di questo segnale; più la banda sarà ampia, più informazioni si possono trasmettere in ciascuna linea.
Il segnale a standard PAL ha una larghezza di banda di oltre 7 MHz, ma in realtà la scarsa qualità dei ricevitori TV commerciali (e la pessima qualità degli impianti di ricezione via antenna) ha fatto ritenere con il tempo che un segnale di qualità adatto alla trasmissione ha una banda di 5 MHz, sufficienti per risolvere circa 400 linee. Questo è il massimo teorico che può essere trasmesso con la codifica PAL, anche se la qualità ottenibile realmente è inferiore. Se la sorgente è digitale, lo standard di campionamento prevede invece 720 pixel sull'asse orizzontale.
L'evoluzione dell'informatica, molto più rapida rispetto al broadcasting, ha fatto sì che agli standard TV si affiancassero standard per PC sempre più prestanti fino a far diventare gli standard informatici la punta di diamante degli standard video ad alta definizione. Oggi conviene ragionare in termini di standard "nK" dove n è il numero di migliaia di pixel lungo l'asse orizzontale.

### Formati video

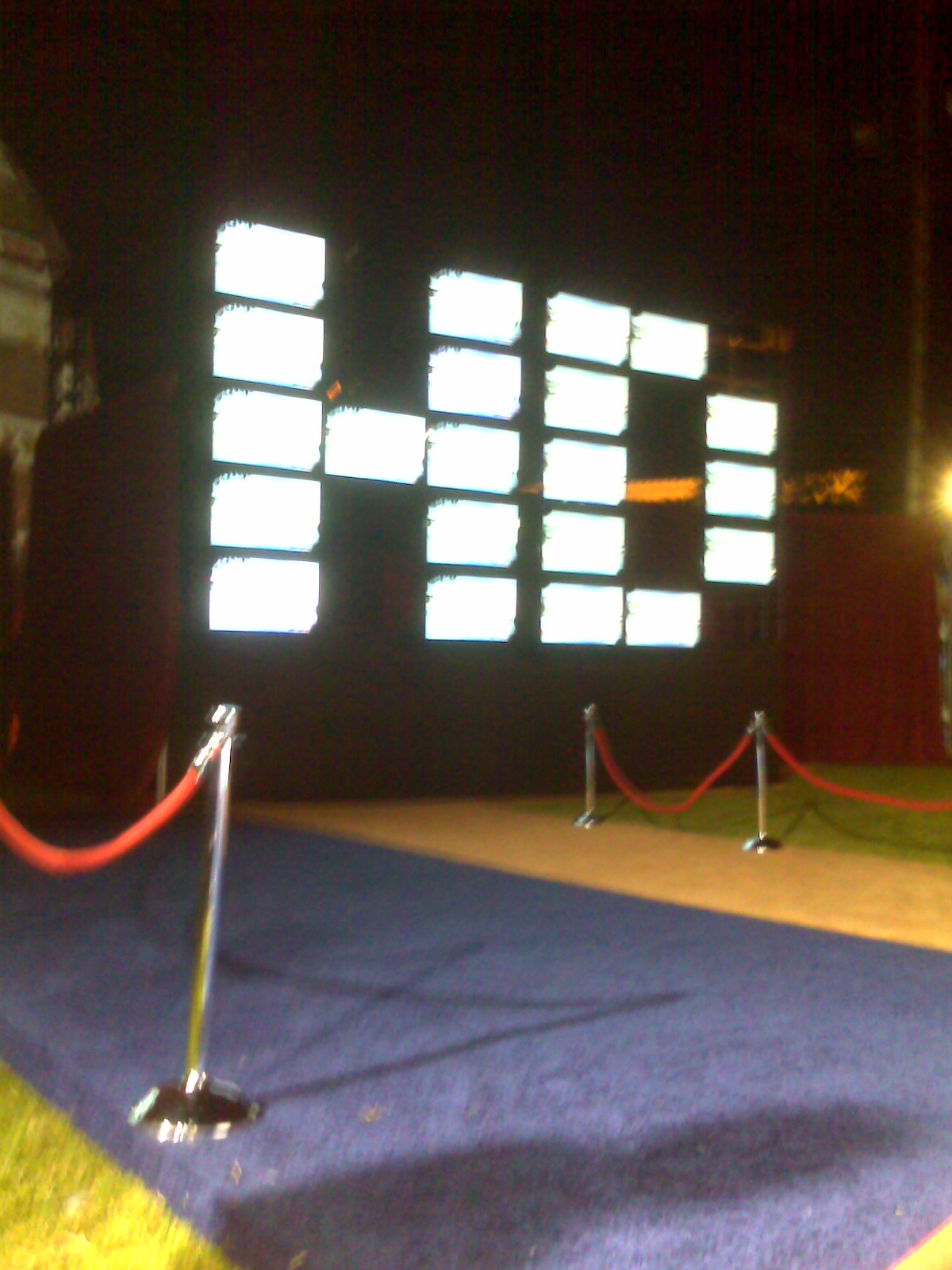
Evidenziazione pubblicitaria per i cento canali in alta definizione della piattaforma televisiva DirectTV

Lo standard HDTV, all'inizio delle ricerche negli anni ottanta, si riteneva dovesse offrire una risoluzione "doppia" del PAL, quindi di 1 250 linee (625 × 2) non tutte attive (le attive si riducevano a 576 × 2 = 1 152); tuttavia per ragioni commerciali e economiche la dizione "Alta Definizione" è stata via via estesa nei decenni a standard sempre meno prestanti, come al sistema analogico Hi-Vision a 1125 linee (1080 o 1035 attive).
Oggi la tecnologia HDTV comprende quattro formati video, che differiscono sia per la risoluzione effettiva sia per le modalità di scansione dell'immagine.
- Il formato 720p, comunemente chiamato HD o HD ready (i televisori che lo supportano riportano il logo HD ready, cioè "pronto per l'alta definizione"), presenta una risoluzione complessiva di almeno 921 600 pixel (1280×720) con scansione progressiva, ovvero per ciascun ciclo di trasmissione di un fotogramma (50 o 60 Hz a seconda dei Paesi) viene trasmesso l'intero quadro dell'immagine. Ogni aggiornamento coinvolge tutte le 720 linee e i 921 600 pixel dello schermo. Nel caso di schermo al plasma con pixel non-quadrati è HD ready anche la risoluzione complessiva di 786 423 pixel (1024×768).
- Il formato 1080i presenta una risoluzione complessiva di 2 073 600 pixel (1920×1080) con scansione interlacciata, ovvero per ciascun ciclo viene trasmesso un semiquadro formato alternativamente dalle sole linee pari o dispari dell'immagine. Quindi ogni aggiornamento coinvolge 540 righe e 1 036 800 pixel.
- Il formato 1080p, comunemente chiamato Full HD, è il più recente dei tre ed equivale alla versione con scansione progressiva del 1080i, per cui ogni aggiornamento coinvolge tutte le 1 080 linee e i 2 073 600 di pixel dello schermo, ma di solito è a 24 fps, la velocità della pellicola cinematografica.

Sono previsti formati 1080p a 50 e 60 fps, ma attualmente non sono di uso pratico poiché solo alcune telecamere e registratori possono riprendere e registrare così tanti dati.
- Esiste anche un formato qHD (quarter High Definition) con risoluzione di 960×540 pixel, ovvero un quarto della definizione Full HD (1920×1080) che tuttavia non è uno standard ufficiale né un formato nativo. Il qHD si ottiene dal downscaling del 720p e del 1080p e dal deinterlacciamento del 1080i. Viene usato anche per la creazione di file video Xvid. Non viene impiegato da nessuna emittente televisiva per trasmissioni TV.

I segnali a 1 035 linee attive (1 125 totali) di scansione interlacciata, in uso soprattutto in Giappone nella HDTV analogica e nelle W-VHS, sono stati abbandonati.
Va evidenziato che, per loro stessa natura, gli schermi LCD e plasma visualizzano comunque qualunque segnale video in modalità progressiva, sia che originariamente sia interlacciato, sia che sia già progressivo.

Confronto tra i vari formati video

Per confronto, nelle riprese cinematografiche si gira a 24 fotogrammi al secondo (in pellicola) con l'utilizzo di un otturatore a due pale che, con una frequenza doppia di 48 cicli al secondo, in proiezione copre le interlinee e i passaggi tra un fotogramma e l'altro. Le telecamere di ripresa elettroniche (o quelle digitali) invece hanno cicli di 25 fotogrammi al secondo. Le emittenti televisive tradizionali trasmettono in scansione interlacciata 25 fotogrammi al secondo per il sistema PAL e 29,97 per il sistema NTSC; quest'ultimo ha una risoluzione inferiore al precedente.
La qualità relativa dei due formati HD ready è legata, oltre che a considerazioni soggettive (preferenza verso una maggiore stabilità dell'immagine o verso una maggiore risoluzione), ai contenuti del segnale trasmesso. Le scene con movimenti più rapidi e frequenti possono beneficiare della maggiore rapidità di aggiornamento del formato 720p, mentre le scene statiche possono trarre vantaggio dalla maggiore ricchezza di dettagli del formato 1080i. Di fatto il sistema progressivo elimina i difetti di fermo immagine soprattutto durante la fase di montaggio.
La definizione dei programmi HDTV è circa 4 volte superiore a quella del formato DVD e nonostante la buona efficienza di compressione offerta dall'MPEG-4, lo spazio richiesto per la loro archiviazione è comunque rilevante. Per quanto i supporti ottici Blu-ray (lo standard HD DVD è stato abbandonato) offrano una capacità che può arrivare a 50 GB e oltre, questa sarebbe appena sufficiente per 2 ore di filmato ad alta definizione con la codifica DVD. D'altra parte, l'uso di codec quali H.264 e (MPEG-4 Part 10) consente la trasmissione della qualità piena con bitrate abbastanza bassi, fino a scendere agli 8 MHz di banda passante disponibile sui ricevitori DTT. Questi codec vengono utilizzati anche dai lettori HD DVD e Blu-ray per abbassare la banda passante richiesta permettendo la memorizzazione fino a 8 ore di video su supporti Blu-ray a più strati.
A partire dai primi mesi del 2009 sono presenti sul mercato televisori in grado di supportare il formato 1080p (Full HD con scansione progressiva), con frequenza di ripetizione della bitmap dell'immagine sullo schermo che possono arrivare a 300 Hz.

### Confronto dei particolari
A parità di altezza dello schermo, i sistemi ad alta definizione offrono una qualità nettamente superiore per via della dimensione grandemente inferiore dei pixel, come si può notare dalle immagini sottostanti.
In questo caso infatti un pixel dello standard FULL HD ha il 28,4% dell'area di un pixel dello standard PAL, avendo un lato che equivale al 53,3% del lato di quest'ultimo. Per un pixel dello standard HALF HD (HD READY) le percentuali diventano il 64% per l'area e l'80% per il lato.

### Altri fattori importanti per la qualità
Esistono sul mercato diversi tipi di telecamere che si differenziano per la risoluzione che utilizzano per la registrazione (720p e 1080i tra le più comuni) ma un altro fattore importante per determinare la qualità di una registrazione digitale è il bitrate ovvero la quantità di bit utilizzati per memorizzare ogni fotogramma del filmato; per gli apparecchi di classe domestica si aggira intorno ai 12/15 Mb/s utilizzando lo standard di registrazione/compressione MPEG-2.
Il sistema di connessione con cui è possibile connettere una videocamera o un lettore al monitor o al videoproiettore si differenzia tra SDI e Component HD.

## Come sfruttare l'HDTV
I miglioramenti dell'alta definizione sono apprezzabili solo se si possiede un intero set HDTV, vale a dire sia televisore sia decoder per ricevere le trasmissioni ad alta definizione trasmesse dalle emittenti televisive, o un lettore ottico di dischi ad alta definizione come dal 2006 è il Blu-ray (il formato HD DVD è stato abbandonato). In caso contrario, se si tentasse cioè di visualizzare un contenuto HDTV con un televisore tradizionale, non si noterebbero miglioramenti nella definizione, in quanto il vantaggio fondamentale dell'alta definizione risiede proprio nella maggiore risoluzione del segnale video, circa quattro volte quello di un normale DVD.
C'è decisamente poca chiarezza nella maggior parte dei produttori circa le effettive caratteristiche tecniche di un televisore che abbia supporto all'alta definizione. Non è detto che un display di elevata diagonale, con tecnologia TFT o plasma, sia una soluzione HD.
Per dare un minimo di sicurezza al consumatore, esistono i sigilli HD ready, HD TV, Full HD 1080p e HD TV 1080p, stabiliti dalla EICTA (European Information, Communications and Consumer Electronics Industry Technology Association), che in teoria dovrebbero dare la garanzia che un televisore sia in grado di visualizzare contenuti HD. Di fatto, il sigillo HD Ready dovrebbe garantire che il televisore:
- abbia una risoluzione verticale fisica di almeno 720 righe;
- disponga di (almeno) una presa analogica YUV (Component);
- disponga di (almeno) una presa digitale (DVI o HDMI) protetta dal sistema HDCP;
- sia in grado di visualizzare contenuti con i formati 720p e 1080i.

## Storia e sviluppi
Nel corso della storia, la sigla HDTV è stata usata più volte per indicare sistemi all'avanguardia con una risoluzione via via sempre maggiore. In ambito analogico, il riferimento è sempre stato costituito dal numero delle righe di scansione. Si possono indicare come HDTV i sistemi a 60 linee del 1925 e quello inglese a 240 linee del 1935, definito precisamente come HDTV dal governo britannico. Anche un sistema sperimentale americano a 441 linee fu presentato come HDTV nel 1939.
Dopo la seconda guerra mondiale, il sistema francese a 819 linee fu utilizzato per alcuni anni in Francia e in Belgio e non più utilizzato dal 1968, per la difficile compatibilità nei televisori a colori e con gli altri sistemi 625/25 continentali.
In tempi recenti, il termine HDTV viene usato per indicare i sistemi a 720, 1035 e 1080 linee.
In Giappone, la ricerca sull'alta definizione cominciò nel 1968, quando il dott. Takashi Fujio, direttore dei Laboratori di Ricerca della NHK, l'ente televisivo pubblico giapponese, ritenne che la tecnologia televisiva, ancorché analogica, avesse raggiunto sufficiente maturità per passare dal tradizionale "piccolo schermo" al grande schermo cinematografico. Diede quindi avvio a una ricerca per un sistema di "electronic film", basato su immagini a definizione più elevata di quella consentita allora dai sistemi televisivi. Si conveniva che l'immagine doveva:
- essere composta da più di 1 000 righe attive;
- avere un rapporto base/altezza di almeno 5:3 (widescreen).

In tali condizioni, uno spettatore in grado di osservare lo schermo sotto un angolo orizzontale maggiore di 40º, perde la percezione del suo bordo e vive con più partecipazione la vicenda raccontata (effetto cinema).
Nel 1980 la NHK mise a punto il sistema Hi-Vision analogico a 1 125 righe (totali), formato 5:3, 60 semiquadri/s 1125/60i/5:3 (1,66:1, corrispondente al formato dell'European Widescreen e della variante minima del VistaVision). Si costruirono anche prototipi di una telecamera, un videoregistratore, un tape-to-film transfer, un film-to-tape transfer (telecinema)
Nel 1981 la SMPTE creò l'HDTV Electronic Production Working Group che sancì il sistema analogico 1125/60i/16:9 SMPTE 24.
Nel 1987 la NHK irradiò le prime trasmissioni analogiche in HDTV via satellite utilizzando il sistema di compressione analogica MUSE.

### Prime trasmissioni ufficiali in HDTV

#### Europa
Il primo sistema HDTV digitale, sviluppato in consorzio da Rai, Telettra, RTVE e Politecnico di Madrid nell'ambito del progetto europeo EU-256, venne dimostrato durante i mondiali di calcio Italia 1990. In otto sale di visione italiane e una spagnola vennero diffuse le immagini in alta definizione riprese sui campi di calcio con i sistemi HDTV 1125/60i/16:9 e 1250/50i/16:9 e trasmesse via satellite Olympus-F1, dalla posizione 19° Ovest. Il sistema utilizzava un codec di compressione digitale del segnale HDTV e modulazione QPSK basato sull'algoritmo DCT concepito e brevettato da Telettra, sulla cui base verrà definito cinque anni più tardi lo standard di compressione MPEG-2. I grossi gruppi industriali europei capirono così l'importanza della compressione digitale, ma non erano ancora pronti: nel progetto europeo EU-256 si proseguì con l'impiego della compressione analogica con il sistema HD-MAC, mentre il gruppo Alcatel acquistò dalla FIAT la Telettra e trasferì nelle sue sedi americane lo studio della compressione digitale, che venne in seguito abbandonato.
Sempre nel 1990 la CEE creò Vision-1250, con lo scopo di fornire un sostegno tecnico-produttivo in 1 250/50i/16:9 a broadcaster e produttori europei. I costruttori Thomson, Philips e BTS, oltre a Sèleco e altre ditte europee, fornirono gli apparati necessari alla creazione di una "flotta di ripresa" Vision-1250, forte di circa 20 mezzi attrezzati. Altri mezzi di ripresa vennero messi in campo dai broadcaster europei (RAI, BBC, SFP, RTVE, WDR, BR, Yleisradio, ecc.), con uno sforzo considerevole del mondo tecnico europeo.
Il 1992 fu l'anno dei XVI Giochi olimpici invernali ad Albertville e dei giochi della XXV Olimpiade a Barcellona. Per entrambi, Vision 1250 e NHK effettuarono una copertura HDTV con i rispettivi sistemi. Dopo le Olimpiadi, in seno alle autorità europee crebbe la perplessità sull'opportunità di proseguire la sperimentazione di un sistema HD europeo analogico, e ciò per molteplici ragioni:
- gli elevati costi dell'operazione (condotta ancora con sistemi analogici);
- lo scarso favore presso il pubblico per l'indisponibilità di schermi televisivi di grandi dimensioni (oggi invece in commercio);
- le difficoltà nel trasporto e trasmissione dei segnali HDTV affidati ancora a sistemi di compressione analogici.

#### Stati Uniti
Nel 1982, negli Stati Uniti, un comitato congiunto, formato da Electronic Industries Alliance (EIA), Institute of Electrical and Electronics Engineers (IEEE), NAB, NCTA e SMPTE, creò l'Advanced Television System Committee (ATSC, organizzazione volontaria e non-profit per lo sviluppo di un sistema avanzato TV). Nel 1987 La Federal Communications Commission (FCC), numerose università e gruppi di ricerca individuarono 23 possibili sistemi HDTV. Nel 1993 il FCC Advisory Committee decise di prendere in considerazione solo sistemi digitali di HDTV, sollecitando le 4 ditte proponenti a riunirsi in una Digital HDTV Grand Alliance. Nel 1995 La "Grand Alliance" propose un HDTV "advanced television terrestrial broadcasting system" come concordato fra i membri. Tale proposta fu trasformata dalla ATSC nella norma A/53 per uno standard digitale che prevede:
- sistemi HDTV (1 080 × 1 920, 720 × 1 280 active line/active samples-per-line);
- sistemi SDTV (TV a definizione standard 480 × 720).

Nel 1996 la SMPTE emise gli standard SMPTE 274M – norme 1 080/50i/16:9 (EU) e 1 080/60i/16:9 (USA) e SMPTE 296M – norme 720/50p/16:9 (EU) e 720/60p/16:9 (USA). L'anno successivo la FCC decise di assegnare alla trasmissione digitale terrestre TV (DTTV) i cosiddetti "taboo channels" adiacenti ai canali già usati e lasciati liberi per evitare interferenze fra di essi. Oltre alla A/53 vennero emesse altre norme per la televisione satellitare direct-to-home (A/81), per la trasmissione dati (A/90), per la compressione audio AC3 (A/52), ecc. Nel mese di novembre 1998 ebbero inizio le prime trasmissioni DTV comprendenti HDTV e SDTV secondo un calendario stabilito dalla FCC.

### L'HDTV nella televisione digitale
Per l'Europa nacque nel 2002 l'idea di un Digital Cinema (DC), con la proposta di utilizzare 24 fps (in luogo dei 50 Hz o 60 Hz della TV). I broadcaster europei presero coscienza che il DC offriva importanti opportunità e in particolare di poter disporre di un "common format" in DC con cui creare prodotti top destinati a una lunga vita (fiction, documentari, ecc.) per i quali la conservazione è ancora oggi affidata alla pellicola 35mm, ma anche di poter disporre di una "scalabilità di formato", potendosi ricavare dal master in DC copie destinate ai mercati con minore definizione (SDTV, DVD, VHS, ecc.). Al tempo stesso, esso costituì una minaccia, potendo aggirare la diffusione TV con la distribuzione di supporti preregistrati (home cinema).
Nel 2004 la società belga Alfacam diede inizio a regolari trasmissioni HDTV con il satellite Astra, con la rete Euro1080 (utilizzando il sistema 1 080/50i/16:9) battendo sul tempo i broadcaster e le autorità europee. Iniziò con il canale HD1 a cui poi seguirono HD2 e HD5. La produzione necessaria a riempire questi canali fu fornita anche dalla flotta di ripresa Alfacam che coprì importanti manifestazioni, dal "Victory Day" a Mosca a vari eventi culturali e sportivi (nel febbraio 2006 un considerevole gruppo di tali mezzi coprirà in HD i XX Giochi olimpici invernali di Torino).
Sempre nel luglio 2004, sotto la pressione crescente di gruppi industriali europei interessati al lancio della HDTV, il Ministero dell'Industria francese creò un HD Forum e quell'anno il Consiglio dell'Unione Europea, con il supporto della Commissione Europea, organizzò il 7 giugno in Lussemburgo alla presenza di 300 rappresentanti decisionali (governi e settori privati) una Conferenza Europea sulla televisione ad alta definizione. In tale conferenza l'Unione europea di radiodiffusione e il "Digital Interoperability Forum" annunciarono la creazione di un HDTV European Forum.
La DCI (il gruppo di ricerca costituito dalle major di Hollywood) propose nel luglio 2005 le specifiche dei due formati: 4096×2160 (4K) e 2048×1080 (2K), in via di normazione da parte della SMPTE. In Europa operava già da tempo lo EDCF (European Digital Cinema Forum). Intanto l'industria televisiva di consumo si dichiarava pronta a immettere sul mercato apparati HDTV (ricevitori MPEG-4 AVC e lettori DVD) certificandoli con il marchio HD ready. Al Satexpo di Vicenza (ottobre 2005) vennero presentati HD Council Italia (associazione nata per promuovere la diffusione dell'Alta Definizione in Italia) e HD Forum Italia (gruppo di lavoro e coordinamento sulle nuove tecnologie dell'alta definizione costituito presso la Fondazione Bordoni). Questi si unirono ai Forum nazionali inglese (UK HD Forum emanazione del DTG, Digital TV Group, tedesco (German HD Forum - emanazione della Deutsche TV Platform), oltre che spagnolo, portoghese, svedese, belga e olandese. Gli standard in predicato per una HDTV europea sono:
- SMPTE 296M: 720p50 (1280×720 pixel)
- SMPTE 274M: 1080i50 (1920×1080 pixel)

Entrambi comportano un bit-rate pari a:
- in SDI (senza compressione) = 1,5 Gbps
- con compressione MPEG-2 = 18 Mbps
- con compress. MPEG-4 AVC = 9 Mbps

Ma era già pronto in laboratorio uno standard 1 080/50p che comporterebbe però un bit-rate doppio. Questi standard HDTV utilizzano tutti, come di consueto, il rapporto 16:9 e la codifica audio AC-3 5.1 canali.
Negli ultimi anni, l'HDTV ha ricevuto una maggiore importanza, soprattutto per due motivi:
- I televisori LCD e plasma con schermi di grandi dimensioni e i videoproiettori digitali, sono diminuiti di prezzo, specie i primi.
- La trasmissione digitale è molto più efficace di quella analogica.

Negli Stati Uniti d'America l'HDTV trasmesso in modo digitale (via sistema ATSC) esiste da alcuni anni come anche in Giappone (sistema ISDB).

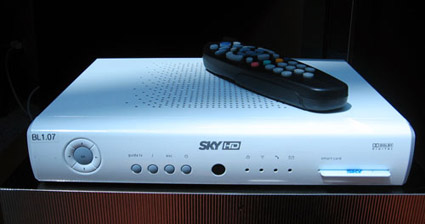
Il decoder Sky HD prodotto da PACE

In Europa i tempi per l'introduzione si sono allungati, perché si è deciso di usare tecnologie più avanzate per le trasmissioni HDTV (MPEG-4 H.264 invece di MPEG-2 per il video e DVB-S2 invece di DVB-S per la trasmissione via satellite). Solo da gennaio 2006 sono disponibili ricevitori HDTV per satellite che supportano queste tecnologie.
Nel 2005, in occasione dell'Expo tenuta in Giappone, la tv NHK ha presentato un'evoluzione dell'HD, l'Ultra Alta Definizione 8K.
Le prime trasmissioni europee HDTV MPEG-4 via DVB-S2 sono cominciate nel novembre del 2005 dai canali tedeschi "Premiere" (criptata) e Sat1/ProSieben (FTA). Nel frattempo sono cominciate anche altre trasmissioni HDTV, la maggior parte ancora di tipo dimostrativo o di prova, spesso ancora con video MPEG-2 invece di MPEG-4. I grandi network televisivi europei (Sky, BBC, Canal+, ecc.) hanno lanciato le loro offerte HDTV nel corso del 2006, cominciando con gli eventi di maggior richiamo come i campionati mondiali di calcio.
Nel 2007 le reti tv australiane Seven Network e Network Ten hanno lanciato le versioni HD dei loro canali (con alcuni contenuti esclusivi), un anno dopo è la volta di Nine Network. In seguito sono state chiuse per lasciare spazio a nuovi canali digitali.
YouTube e piattaforme di streaming analoghe supportano pienamente l'HD, Il Full HD e il WQHD, ma non ancora il 2K.

## La distribuzione HDTV in Italia e Svizzera

### Digitale terrestre
Nel 2009 Mediaset Premium trasmette all'interno della sua offerta il canale Premium Calcio HD, che manda in onda parecchie partite di Serie A, UEFA Champions League, UEFA Europa League e il mondiale per club FIFA in HD e anche Premium Cinema HD.
La TV pubblica svizzera SRG SSR idée suisse da fine 2007 ha creato un canale satellitare ad alta definizione trilingue, HD Suisse, del tutto gratuito (sebbene riservato ai cittadini svizzeri), su cui sono stati tra l'altro trasmessi i giochi della XXIX Olimpiade e il campionato europeo di calcio 2008.
Nel 2006 la Rai trasmette i giochi olimpici invernali di Torino in HDTV in via sperimentale, sulle frequenze terrestri a circuito chiuso a Torino e zone limitrofe, destinate alla visione solo in luoghi pubblici.
A maggio 2008 iniziano i test nell'area di Torino e la trasmissione avviene a 720p.
Nel corso dello stesso anno la TV pubblica trasmette gli europei di calcio 2008 in alta definizione MPEG-4/H.264 nelle zone di Torino, Roma, Milano, Valle d'Aosta e Sardegna.
Nel 2010 nasce il canale Rai HD, che trasmette in determinate occasioni programmi in alta definizione nativa presi dai vari canali Rai (normalmente ripete il segnale di Rai 1 upscalato)
Il 1º marzo 2007 Rete 4 inizia dei test in HDTV trasmettendo il segnale con la tecnica del digitale terrestre nella zona di Cagliari, estendendolo successivamente nelle aree in cui il segnale analogico si spegnerà del tutto. Le trasmissioni in formato MPEG-4/H.264, seppur in upscaling fino a 1080i, sono ricevibili solo da sintonizzatori DVB-T HD compatibili.
Dall'8 marzo 2022, nell'ottica di una riorganizzazione dei canali e delle frequenze per il futuro passaggio al DVB-T2, tutte le versioni standard delle emittenti nazionali vengono affiancate o sostituite (ove possibile) dalle rispettive versioni in alta definizione sulle numerazioni principali assegnate.

#### Canali in chiaro

##### Nazionali
- Rai 1 HD visibile al canale 1 sul digitale terrestre e su Tivùsat.
- Rai 2 HD visibile al canale 2 sul digitale terrestre e su Tivùsat.
- Rai 3 HD, simulcast di Rai 3 (a eccezione degli orari di programmazione regionale) visibile ai canali 3 del digitale terrestre e 3 di Tivùsat. Negli orari di programmazione regionale viene seguita un’alternanza settimanale nell’ordine fra Piemonte, Lombardia, Lazio e Campania. Su Tivùsat sono disponibili tutte le versioni regionali dalla lcn 301 alla 323.
- Rete 4 HD, visibile al canale 4 sul digitale terrestre e su Tivùsat.
- Canale 5 HD, visibile al canale 5 sul digitale terrestre e su Tivùsat.
- Italia 1 HD, visibile al canale 6 sul digitale terrestre e su Tivùsat.
- LA7 HD, visibile al canale 7 sul digitale terrestre e su Tivùsat.
- TV8 HD, visibile ai canali 8, 108 e 508 sul digitale terrestre e 8 su Tivùsat.
- Nove, visibile ai canali 9, 109 e 509 sul digitale terrestre e 9 su Tivùsat.
- 20 HD, visibile ai canali 20, 120 e 520 sul digitale terrestre e 20 su Tivùsat.
- Iris HD, visibile ai canali 22 e 522 sul digitale terrestre e 11 su Tivùsat.
- Rai Movie HD, visibile ai canali 24 e 524 sul digitale terrestre e 14 su Tivùsat.
- Twentyseven HD, visibile ai canali 27 e 527 sul digitale terrestre e 27 su Tivùsat.
- La5 HD, visibile ai canali 30 e 530 sul digitale terrestre e 12 su Tivùsat.
- Real Time, visibile al canale 31 sul digitale terrestre e su Tivùsat.
- QVC, visibile al canale 32 sul digitale terrestre e su Tivùsat.
- Food Network, visibile al canale 33 sul digitale terrestre e sul 53 di Tivùsat.
- Cine34 HD, visibile ai canali 34 e 534 sul digitale terrestre e 34 su Tivùsat.
- Focus HD, visibile al canale 35 e 535 sul digitale terrestre e 33 su Tivùsat.
- RTL 102.5 TV, visibile ai canali 36 e 536 del digitale terrestre e 36 di Tivùsat.
- Warner TV, visibile al canale 37 sul digitale terrestre e sul canale 54 di Tivùsat.
- Giallo, visibile al canale 38 sul digitale terrestre e su Tivùsat.
- Top Crime HD, visibile al canale 39 e 539 sul digitale terrestre e 39 su Tivùsat.
- Boing HD, visibile al canale 40 e 540 sul digitale terrestre e 40 su Tivùsat.
- Cartoonito HD, visibile al canale 46 e 546 sul digitale terrestre e 41 su Tivùsat.
- Rai News 24 HD, visibile al canale 48 sul digitale terrestre e 24 su Tivùsat.
- Italia 2 HD, visibile al canale 49 e 549 sul digitale terrestre e 16 su Tivùsat.
- TGcom24 HD, visibile ai canali 51 e 551 del digitale terrestre e 25 su Tivùsat.
- DMAX, visibile ai canali 52 del digitale terrestre e 28 su Tivùsat.
- Mediaset Extra HD, visibile ai canali 55 e 556 del digitale terrestre e 17 su Tivùsat.
- HGTV, visibile al canale 56 sul digitale terrestre e su Tivùsat.
- Rai Sport HD, visibile al canale 58 del digitale terrestre e 21 su Tivùsat.
- Motor Trend, visibile ai canali 59 del digitale terrestre e 57 su Tivùsat.
- Sportitalia HD, visibile ai canali 60 e 560 del digitale terrestre.
- Radio 105 TV, visibile ai canali 66 e 566 del digitale terrestre.
- R101 TV, visibile ai canali 67 e 567 del digitale terrestre.
- Deejay TV HD, visibile ai canali 69 e 569 del digitale terrestre.
- Radio Italia TV, visibile ai canali 70 e 570 del digitale terrestre e 35 su Tivùsat.
- Radio Kiss Kiss TV, visibile ai canali 158 del digitale terrestre e 64 su Tivùsat.
- Radiofreccia, visibile ai canali 258 e 532 del digitale terrestre e 66 su Tivùsat.
- Radio Zeta, visibile ai canali 266 e 531 del digitale terrestre e 65 su Tivùsat.
- Byoblu, visibile ai canali 262 del digitale terrestre, e 462 su Tivùsat.

##### Locali
- TV5 Monde Europe, visibile al canale 75 del digitale terrestre in Valle d'Aosta.
- France 24 HD, visibile al canale 76 del digitale terrestre in Valle d'Aosta.
- RTS Un HD, visibile al canale 77 del digitale terrestre in Valle d'Aosta.
- Telecity, visibile ai canali 10 e 110 del digitale terrestre in Piemonte e 10 in Valle d'Aosta.
- Telecupole, visibile al canale 11 del digitale terrestre in Piemonte.
- Videogruppo, visibile al canale 12 del digitale terrestre in Piemonte.
- Rete 7 HD, visibile al canale 13 e 113 del digitale terrestre in Piemonte e 13 in Valle d'Aosta.
- Primantenna, visibile al canale 14 del digitale terrestre in Piemonte. 79 del digitale terrestre in Liguria e 188 del digitale terrestre in Lombardia.
- Videonovara, visibile ai canali 19 e 619 del digitale terrestre in Piemonte.
- Valenza TV, visibile al canale 76 del digitale terrestre in Piemonte e 97 in Lombardia.
- Motori Tv, visibile al canale 78 del digitale terrestre in Piemonte.
- Videonord HD, visibile al canale 83 del digitale terrestre in Piemonte.
- Quarta Rete Blu, visibile al canale 89 del digitale terrestre in Piemonte.
- Telelombardia HD, visibile al canale 10 del digitale terrestre in Lombardia.
- Antenna 3 HD, visibile al canale 11 del digitale terrestre in Lombardia.
- Top Calcio 24 HD, visibile al canale 12 del digitale terrestre in Lombardia.
- Telecity Lombardia, visibile al canale 13 del digitale terrestre in Lombardia.
- Espansione TV HD, visibile al canale 14 del digitale terrestre in Lombardia.
- Telecolor, visibile al canale 17 del digitale terrestre in Lombardia e 19 in Valle d'Aosta.
- Telenova HD, visibile al canale 18 del digitale terrestre in Lombardia.
- Cremona 1 HD, visibile ai canali 19 e 219 del digitale terrestre in Lombardia.
- Milano Pavia TV, visibile ai canali 78 e 278 del digitale terrestre in Lombardia.
- Più Valli TV, visibile al canale 83 del digitale terrestre in Lombardia.
- TSN, visibile al canale 85 del digitale terrestre in Lombardia.
- Videostar, visibile al canale 87 del digitale terrestre in Lombardia.
- Seilatv Bergamo HD, visibile al canale 94 del digitale terrestre in Lombardia.
- Super TV, visibile al canale 96 del digitale terrestre in Lombardia.
- Più Valli TV2, visibile al canale 116 del digitale terrestre in alcune zone della Lombardia (province di Bergamo, Brescia, Pavia e Sondrio).
- Videobrescia, visibile al canale 118 del digitale terrestre in alcune zone della Lombardia (province di Bergamo, Brescia, Pavia e Sondrio).
- Teleleonessa,  visibile al canale 119 del digitale terrestre in alcune zone della Lombardia (province di Bergamo, Brescia, Pavia e Sondrio).
- Well TV, visibile al canale 176 del digitale terrestre in alcune zone della Lombardia (province di Bergamo, Brescia, Pavia e Sondrio).
- E Live, visibile al canale 181 del digitale terrestre in alcune zone della Lombardia (province di Bergamo, Brescia, Pavia e Sondrio).
- Telemantova HD, visibile al canale 277 del digitale terrestre in alcune zone della Lombardia.
- Trentino TV, visibile al canale 10 del digitale terrestre in Trentino.
- Video 33, visibile al canale 10 del digitale terrestre in Alto Adige.
- Alto Adige TV, visibile al canale 11 del digitale terrestre in Alto Adige.
- Peer.tv Sudtirol, visibile al canale 12 del digitale terrestre in Alto Adige.
- 7 Gold Telepadova, visibile al canale 13 del digitale terrestre in Trentino.
- Canale Italia, visibile al canale 13 del digitale terrestre in Alto Adige.
- Radio Tele Trentino Regionale, visibile al canale 14 del digitale terrestre in Alto Adige.
- TV7 Triveneta Friuli Venezia Giulia, visibile al canale 15 del digitale terrestre in Alto Adige.
- Telereporter, visibile al canale 16 del digitale terrestre in Alto Adige.
- Kronplatz - Plan De Corones, visibile al canale 17 del digitale terrestre in Alto Adige.
- RAS Das Erste HD, visibile al canale 86 del digitale terrestre in Alto Adige.
- RAS ZDF HD, visibile al canale 87 del digitale terrestre in Alto Adige.
- RAS ORF 1 HD, visibile al canale 88 del digitale terrestre in Alto Adige.
- RAS ORF 2 HD,  visibile al canale 89 del digitale terrestre in Alto Adige.
- RAS ORF III HD,  visibile al canale 90 del digitale terrestre in Alto Adige.
- RAS ORF Sport+ HD,  visibile al canale 91 del digitale terrestre in Alto Adige.
- RAS SRF 1 HD,  visibile al canale 92 del digitale terrestre in Alto Adige.
- RAS SRF zwei HD, visibile al canale 93 del digitale terrestre in Alto Adige.
- RAS ZDF neo HD, visibile al canale 94 del digitale terrestre in Alto Adige.
- RAS 3sat HD, visibile al canale 95 del digitale terrestre in Alto Adige.
- RAS BR Fernsehen Süd HD, visibile al canale 96 del digitale terrestre in Alto Adige.
- RAS Kika HD, visibile al canale 97 del digitale terrestre in Alto Adige.
- RAS Arte HD, visibile al canale 98 del digitale terrestre in Alto Adige.
- RAS RSI LA1 HD, visibile al canale 99 del digitale terrestre in Alto Adige.
- Telepadova - 7 Gold, visibile al canale 15 del digitale terrestre in Veneto.
- Telebelluno Dolomiti, visibile al canale 75 del digitale terrestre in Veneto.
- Telepace, visibile al canale 76 del digitale terrestre in Veneto.
- Primocanale HD, visibile al canale 10 del digitale terrestre in Liguria.
- TeleradioPace1, visibile al canale 12 del digitale terrestre in Liguria.
- E TV Rete7, visibile al canale 10 del digitale terrestre in Emilia-Romagna.
- TRC Modena, visibile al canale 11 del digitale terrestre in Emilia-Romagna.
- 7 Gold Sestarete, visibile al canale 12 del digitale terrestre in Emilia-Romagna.
- TeleReggio, visibile al canale 13 del digitale terrestre in Emilia-Romagna.
- Teleromagna, visibile al canale 14 del digitale terrestre in Emilia-Romagna.
- TRC Bologna, visibile al canale 15 del digitale terrestre in Emilia-Romagna.
- 12 TV Parma, visibile al canale 16 del digitale terrestre in Emilia-Romagna.
- Radio Bruno TV, visibile al canale 75 del digitale terrestre in Emilia-Romagna.
- RTA, visibile al canale 89 del digitale terrestre in Emilia-Romagna.
- VMT - TeleReggio, visibile al canale 96 del digitale terrestre in Emilia-Romagna.

#### Canali a pagamento
- DAZN 1, visibile al canale 414 del digitale terrestre.[4]
- DAZN 2, visibile al canale 415 del digitale terrestre.[4]

### Satellite

#### Sky Italia
In Italia è stata Sky a inaugurare le prime trasmissioni in alta definizione in occasione dei mondiali di calcio 2006, proseguendo con la trasmissione della finale di Champions League in maniera sperimentale, seguita a ruota dal canale in chiaro Venice Channel. Proprio per i Mondiali di calcio, viene attivato il canale temporaneo Sky Mondiale HD, divenuto dal 10 luglio seguente Sky Sport HD e affiancato dai canali Sky Cinema HD, Next:HD e National Geographic HD. L'offerta viene estesa a otto canali tra il 2007 e il 2008 con l'arrivo di un secondo canale di sport, di Sky Cinema HD +24, di Eurosport HD e del primo canale pay-per-view in HD, Sky Primafila HD. Nell'estate del 2009, su decisione di Sky, l'offerta HD diventa disponibile per tutti i clienti senza costi aggiuntivi e viene ulteriormente ampliata con i simulcast di 14 canali più due Primafila.
L'offerta attuale di canali in HD è composta da più di 70 canali:
- Sky TG24 HD
- Rai 1 HD
- Rai 2 HD
- Rai 3 HD
- Rete 4 HD
- Canale 5 HD
- Italia 1 HD
- LA7 HD
- Sky Uno HD
- Sky Uno +1 HD
- Sky Atlantic HD
- Sky Atlantic +1 HD
- Crime + Investigation HD
- Sky Arte HD
- TV8 HD
- Blaze HD
- MTV HD
- Gambero Rosso HD
- Classica HD
- Nove HD
- 20 HD
- Cielo HD
- La7d HD
- Real Time HD
- Giallo HD
- Mediaset Extra HD
- Mediaset Italia 2 HD
- Twentyseven HD
- DMAX HD
- Sky Sport 24 HD
- Sky Sport Uno HD
- Sky Sport Calcio HD
- Sky Sport Football HD
- Sky Sport Arena HD
- Sky Sport Tennis HD
- Sky Sport Action HD
- Sky Sport NBA HD
- Sky Sport F1 HD
- Sky Sport MotoGP HD
- Eurosport 1 HD
- Eurosport 2 HD
- Rai Sport HD
- Roma TV
- UnireSat HD
- Horse TV HD
- Milan TV
- Inter TV
- Sky Sport HD (canali 251-258)
- Sky Cinema Uno HD
- Sky Cinema Due HD
- Sky Cinema Collection HD
- Sky Cinema Family HD
- Sky Cinema Action HD
- Sky Cinema Suspense HD
- Sky Cinema Romance HD
- Sky Cinema Drama HD
- Sky Cinema Comedy HD
- Iris HD
- Cine34 HD
- Sky Cinema Uno +24 HD
- Sky Cinema Due +24 HD
- Sky Primafila 1 HD (pay-per-view)
- Sky Primafila 2 HD (pay-per-view)
- Sky Primafila 3 HD (pay-per-view)
- Sky Primafila 4 HD (pay-per-view)
- Discovery Channel HD
- History HD
- Focus HD
- Food Network HD
- Motor Trend HD
- Rai News 24 HD
- Cartoon Network HD
- Rai Storia HD
- Rai Scuola HD
- Rai Gulp HD

#### Tivùsat
Dal 2010, circa un anno dopo la sua nascita, anche la piattaforma satellitare Tivùsat ha lanciato la propria offerta di canali televisivi in alta definizione, anche se inizialmente limitata ai soli canali Rai con Rai HD e, a partire dal 2013, con le versioni in alta definizione di Rai 1, Rai 2 e Rai 3. Nel corso degli anni, la stessa Rai e altri gruppi televisivi nazionali quali Mediaset, Discovery e, più recentemente, Viacom, LA7 e Sky hanno incrementato la propria offerta di canali in alta definizione, i quali andranno progressivamente a sostituire le versioni standard degli stessi.
A ottobre 2021, l'offerta è composta da più di 50 canali:
- Rai 1 HD
- Rai 2 HD
- Rai 3 HD[6]
- Rai 4 HD
- Rai 5 HD
- Rai Movie HD
- Rai Premium HD
- Rai Gulp HD
- Rai Yoyo HD
- Rai News 24 HD
- Rai Storia HD
- Rai Scuola HD
- Rai Sport HD
- Rete 4 HD
- Canale 5 HD
- Italia 1 HD
- 20 HD
- LA7 HD
- Nove HD
- Twentyseven HD
- Solo Calcio
- VH1 HD
- France 24 (inglese)
- Deutsche Welle (inglese)
- San Marino RTV HD (italiano)
- CGTN Documentary (inglese)
- CGTN (inglese)
- CCTV-4 (cinese)
- CNBC Europe HD (inglese)
- TRT World (inglese)
- Al Araby HD (arabo)

- Real Time HD
- DMAX HD
- Giallo HD
- Motor Trend HD
- Food Network HD
- HGTV HD
- TV8 HD
- Cielo HD
- QVC HD
- RTL 102.5 TV HD
- Radio Italia TV HD
- Radiofreccia HD
- Radio Zeta HD
- Radio Italia Trend TV HD
- RDS Social TV
- Padre Pio TV HD
- Radio Kiss Kiss TV
- Radio Monte Carlo TV
- Virgin Radio TV
- EQUtv
- TV2000 HD
- Horse TV HD
- Vatican Media Europa HD
- Arte HD (francese, tedesco e inglese)
- KBS World (coreano)
- Al Jazeera English HD
- Al Jazeera (arabo)
- NHK World HD (giapponese)
- Euronews (inglese)
- i24news (francese)
- i24news (inglese)
- France 24 (francese)

## Futuro
Mentre il formato HDTV ha avuto un'ampia penetrazione nei mercati, tutti i produttori di apparecchi televisivi offrono ormai nei propri cataloghi modelli compatibili con il formato 4K (UHDTV) (quattro volte i dati di un sistema Full HD), nonostante i canali a trasmettere in tale formato siano presenti in un numero limitatissimo in Italia e in altri Paesi.
Un ulteriore incremento si ha con il formato 8K (sempre UHDTV) (16 volte i dati di un sistema Full HD), supportato dallo standard H.265 (HEVC), che in Giappone è impiegato a pieno regime a partire dal 2020. In Italia non vi sono ancora canali a trasmettere in 8K.
In futuro verranno commercializzate le prime TV 16K (64 volte i dati di un sistema Full HD). Nel 2021 Samsung ha presentato “The Wall”: uno schermo a tecnologia MicroLED che, in quanto modulare (composto da singoli pannelli affrancabili tra di loro), può arrivare anche a una diagonale di 1000” ottenendo una frequenza a 120 Hz e una risoluzione di 16K in una specifica funzione..
Tutti questi standard prevedono, come rapporto d'aspetto, l'uso del 16:9.